# Western United Football Club
O Western United Football Club é um clube de futebol das Ilhas Salomão. Atualmente disputa a Telekom S-League, que equivale à primeira divisão nacional.
O clube contratou um assistente técnico italiano, Riccardo de Viva, além de alguns jogadores estrangeiros, como o goleiro italiano Fabrizio Prattico e o meia escocês Euan Murray, apenas para os jogos da Liga dos Campeões da OFC de 2014–15 (depois disso, os contratos foram terminados). Eles terminaram a campanha com três derrotas em três partidas, ficando em último no grupo em que competiam.

## Títulos
- Telekom S-League: 2014–15[2]

## Elenco atual
- Atualizado a janeiro de 2016.[6]

Legenda
- : Capitão
- : Jogador suspenso
- : Jogador lesionado